# ديشاون واتسون
ديشاون واتسون (مواليد 14 سبتمبر 1995) هو لاعب كرة قدم أمريكية أمريكي يلعب في نادي كليفلاند براونز.